# 舳越町
舳越町（へごしちょう）は、愛知県岡崎市の町名。丁番を持たない単独町名であり、12の小字が設置されている。

## 地理
岡崎市北西部に位置し、東は日名北町・日名西町、西は橋目町、南は東大友町・中園町、北は森越町に接する。

### 河川
- 矢作川（日名橋）

### 字一覧
出典 : 
| - 朝倉（あさくら） - 稲荷（いなり） - 上川成（かみかわなり） - 川端（かわばた） - 神道（かんみち） - 地蔵（じぞう） | - 下川成（しもかわなり） - 十王（じゅうおう） - 西沖（にしおき） - 東沖（ひがしおき） - 本郷（ほんごう） - 宮前（みやまえ） |

## 世帯数と人口
2019年（令和元年）5月1日現在の世帯数と人口は以下の通りである。
| 町丁   | 世帯数  | 人口    |
| ------ | ------- | ------- |
| 舳越町 | 944世帯 | 2,297人 |

### 人口の変遷
国勢調査による人口の推移
| 1995年（平成7年）  | 1,383人 | [ 8 ]  |  |
| 2000年（平成12年） | 1,395人 | [ 9 ]  |  |
| 2005年（平成17年） | 1,546人 | [ 10 ] |  |
| 2010年（平成22年） | 2,187人 | [ 11 ] |  |
| 2015年（平成27年） | 2,240人 | [ 12 ] |  |

## 小・中学校の学区
市立小・中学校に通う場合、学区は以下の通りとなる。また、公立高等学校に通う場合の学区は以下の通りとなる。
| 番・番地等 | 小学校               | 中学校               | 高等学校 |
| ---------- | -------------------- | -------------------- | -------- |
| 全域       | 岡崎市立矢作北小学校 | 岡崎市立矢作北中学校 | 三河学区 |

## 歴史
碧海郡舳越村を前身とする。

### 町名の由来
渡津を意味する平越・戸越が転訛した説や、大船が沈没した際に船首の舳先が当地に向いたことによる説がある。

### 沿革
- 1889年（明治22年）10月1日 - 町村制施行に伴い、碧海郡長瀬村大字舳越となる[1][15]。
- 1906年（明治39年）5月1日 - 合併に伴い、矢作町大字舳越となる[1][2]。
- 1955年（昭和30年）4月1日 - 岡崎市へ編入し、同市舳越町となる[1][2]。

## 施設
- 愛知学泉大学
- 愛知学泉短期大学
- ピアゴ矢作店
- DCM矢作店
- 願照寺
- 越野神社
- 日本同盟基督教団矢作キリスト教会
- 日名橋河川緑地

## ギャラリー

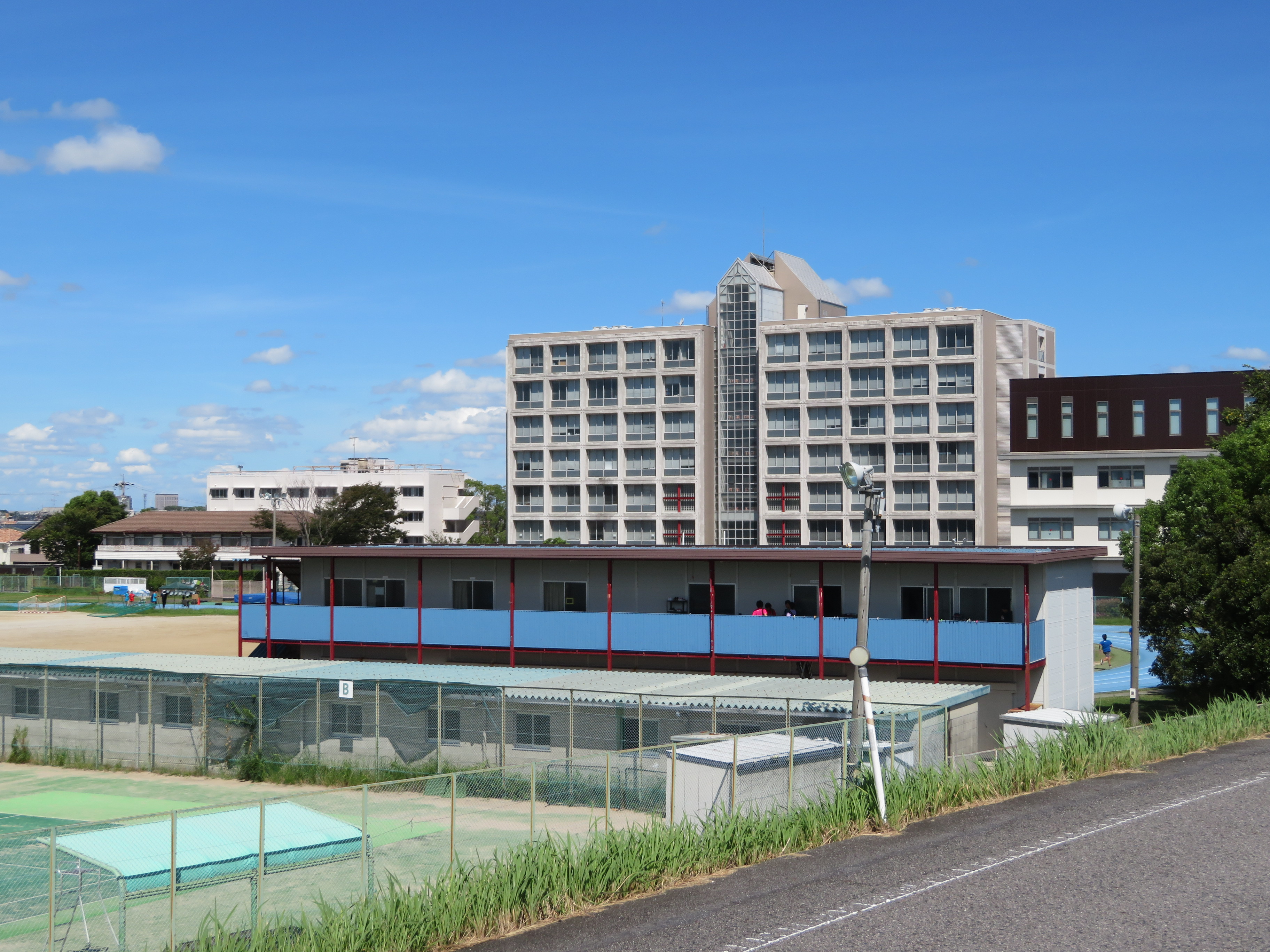
愛知学泉大学・愛知学泉短期大学
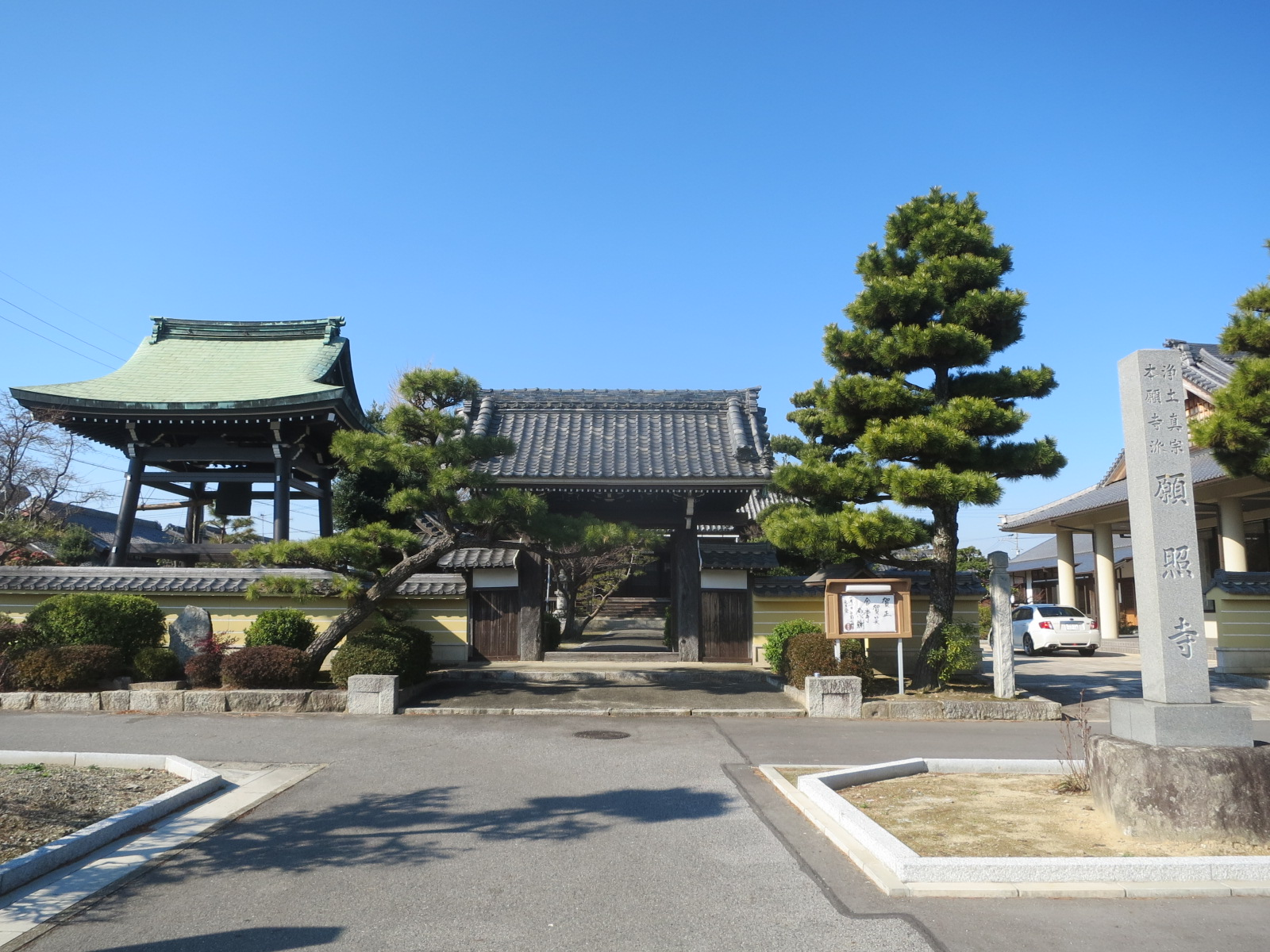
願照寺
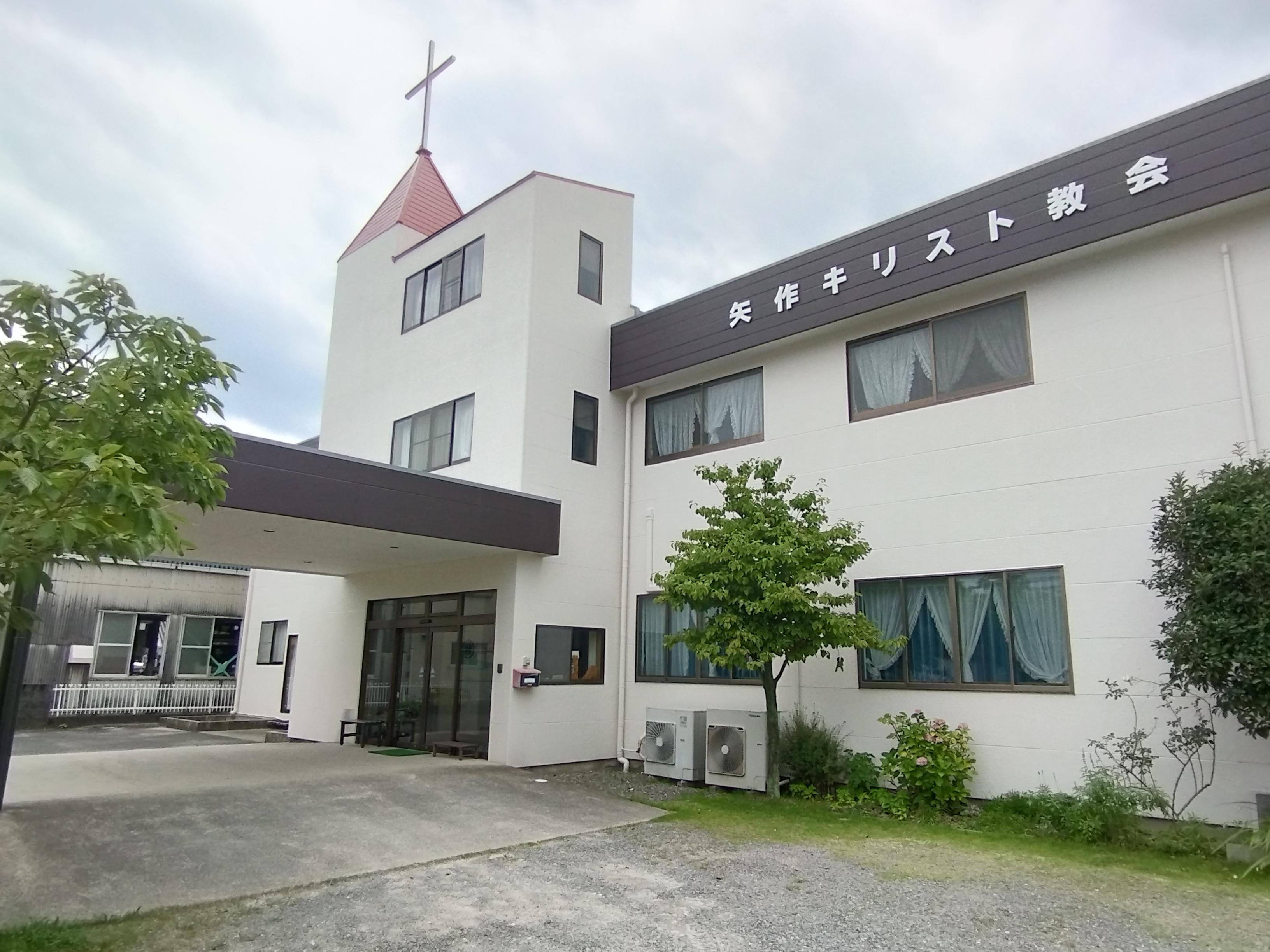
日本同盟基督教団矢作キリスト教会
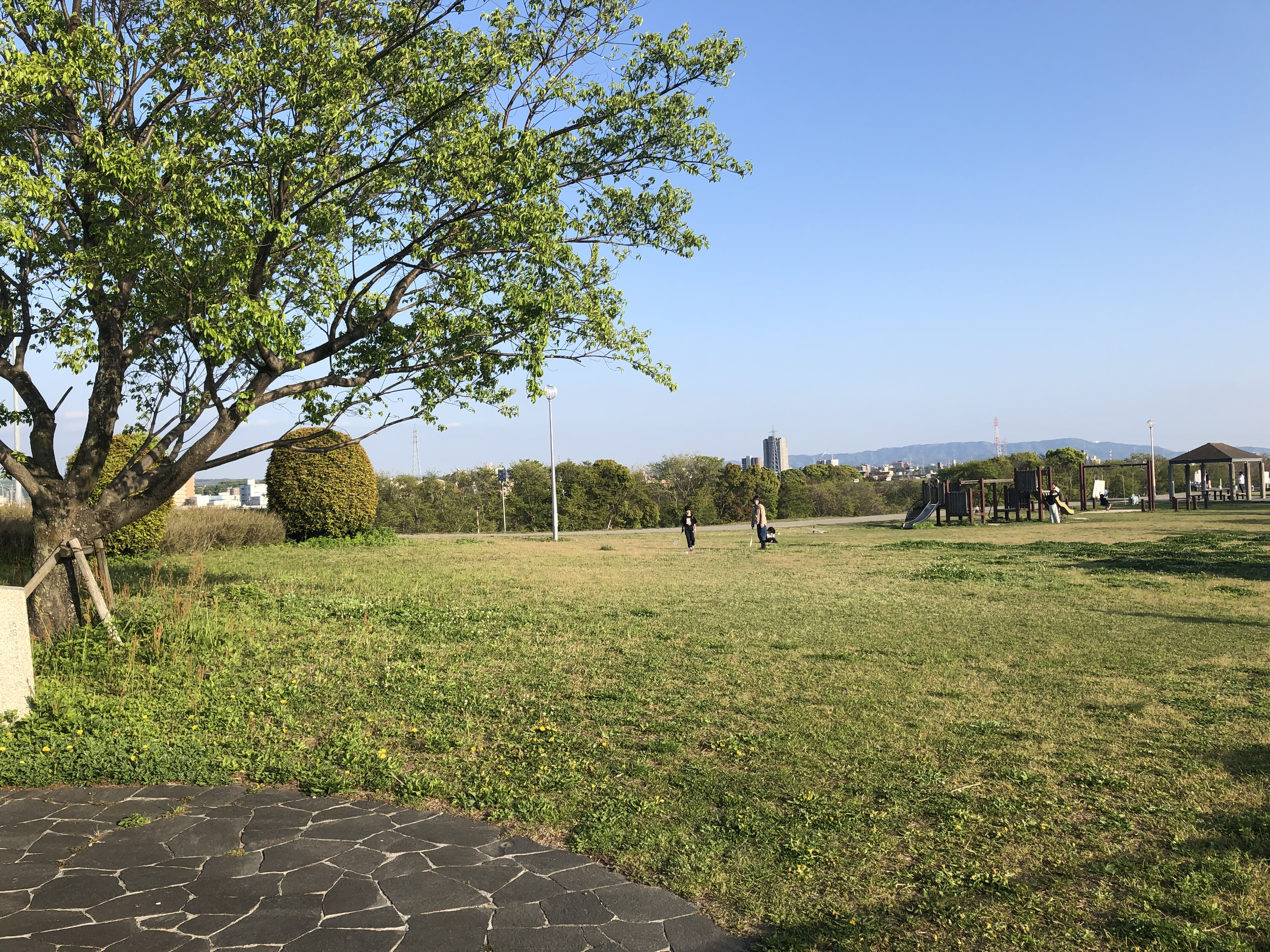
日名橋河川緑地

## 交通
- 愛知県道56号名古屋岡崎線（平針街道）

## その他

### 日本郵便
- 郵便番号 : 444-0902[5]（集配局：岡崎郵便局[16]）。